# Монтжуїк
Монтжуї́к (кат. Montjuïc) — знаменита гора в столиці Каталонії Барселоні, розташована в однойменній адміністративній одиниці міського району Сантс-Монжуїк. Висота Монжуїк становить 173 м. Тут Барселона приймала Всесвітню виставку 1929 року та літні Олімпійські ігри 1992 року. Завдяки безлічі пам'яток і чудовим паркам Монжуїк привертає як туристів, так і барселонців. Походження назви гори до теперішнього часу точно не встановлено. Дві основні версії свідчать, що Монжуїк може бути  «горою Юпітера»  (від лат. mons Jovicus) або ж «єврейською горою» (від старокаталан. Mont juïc).

## Пам'ятки
До споруд, збудованих для Всесвітньої виставки 1929 року, відноситься футуристичні Співаючі фонтани з їх щовечірнім колірним підсвічуванням і Національний палац з Національним музеєм мистецтв Каталонії (MNAC), які зберігають величезну кількість творів каталонських художників.
Вище знаходяться парки Монтжуїка Ноу Jardi Botanic і Jardins de Mossèn Costra i Lljobera, що відрізняються різноманітністю флори і фауни, а також оригінальна спіральна комунікаційна Монтжуїцька телевежа і Олімпійське селище з палацом спорту Палау Сант Жорді, Олімпійським стадіоном імені Луїса Компаніс. Біля стадіону знаходиться Олімпійський та спортивний музей імені Самаранча.
На Монжуїці також знаходиться музей каталонського художника Жоана Міро — Фонд Жоана Міро, а також фортеця Монжуїк, побудована у 1640 році, з оглядового майданчика якої відкривається чудовий вид на місто і порт. Фортеця отримала сумну популярність за часів режиму Франсіско Франко: в ній були страчені кілька каталонських соціалістів і політиків, в тому числі колишній президент уряду Каталонії Луїс Компаніс. На Монжуїці також знаходиться архітектурно-етнографічний парк-музей Іспанське містечко (Побле Еспаньйол) з характерними для різних регіонів країни будівлями-репліками, ремісничими майстернями та об'єктами громадського харчування.
На гору ведуть підземний фунікулер, а потім канатна дорога з центру міста і канатна дорога з портово-пляжного району Барселонета, також до неї курсують міські автобуси від площі Іспанії.

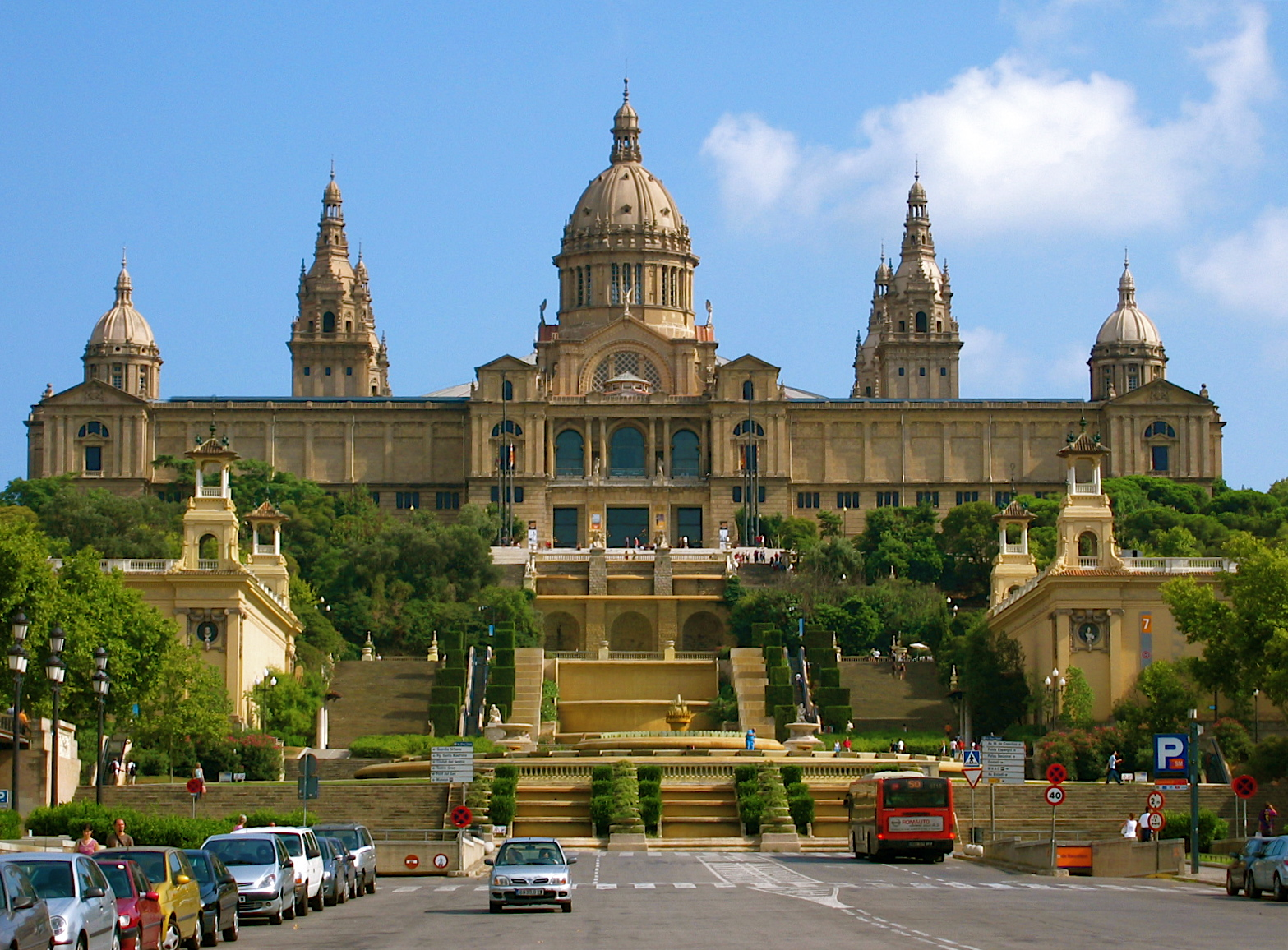
Національний палац, де розміщується Національний музей мистецтва Каталонії
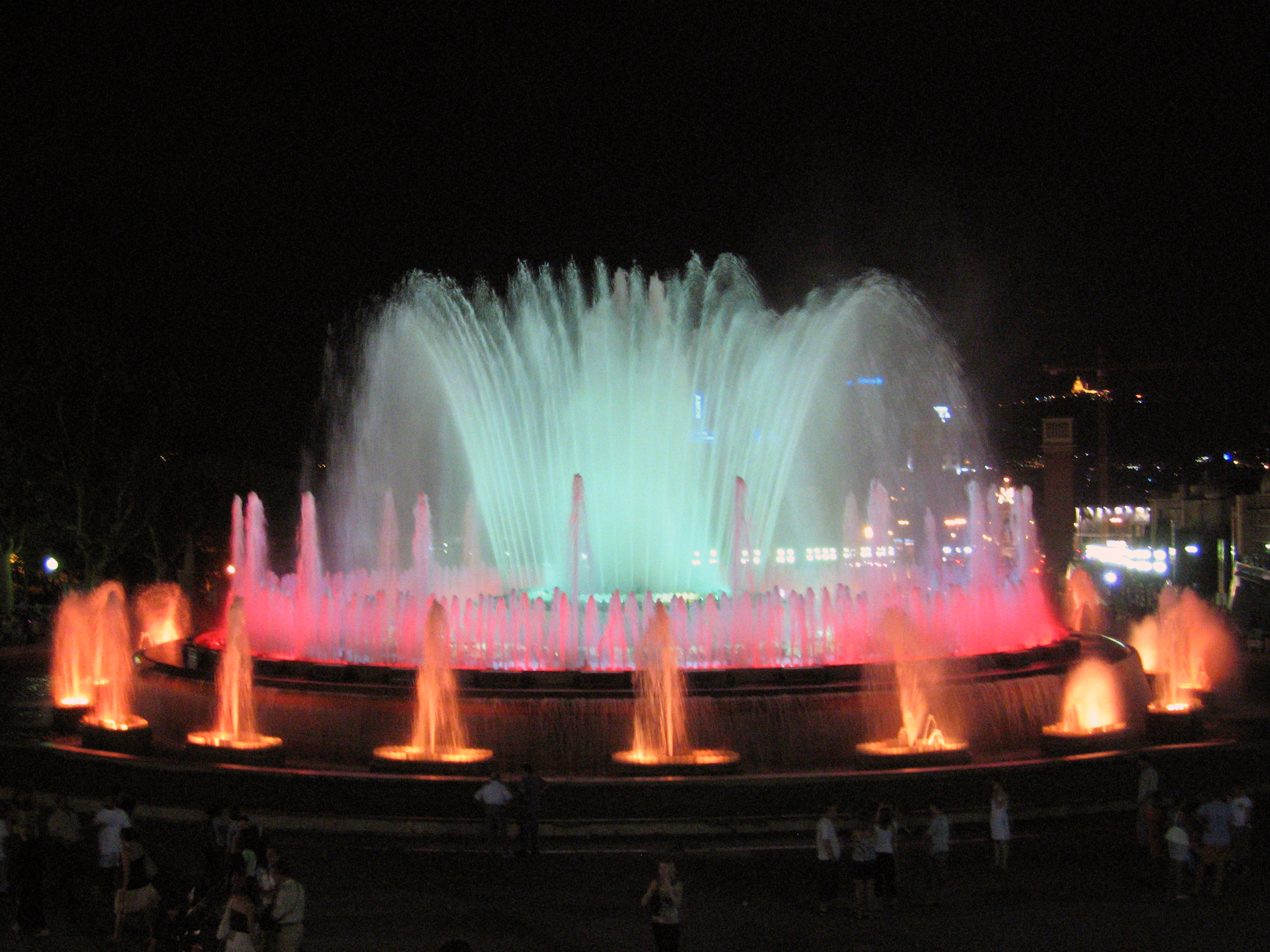
Співаючі фонтани на Монжуїці
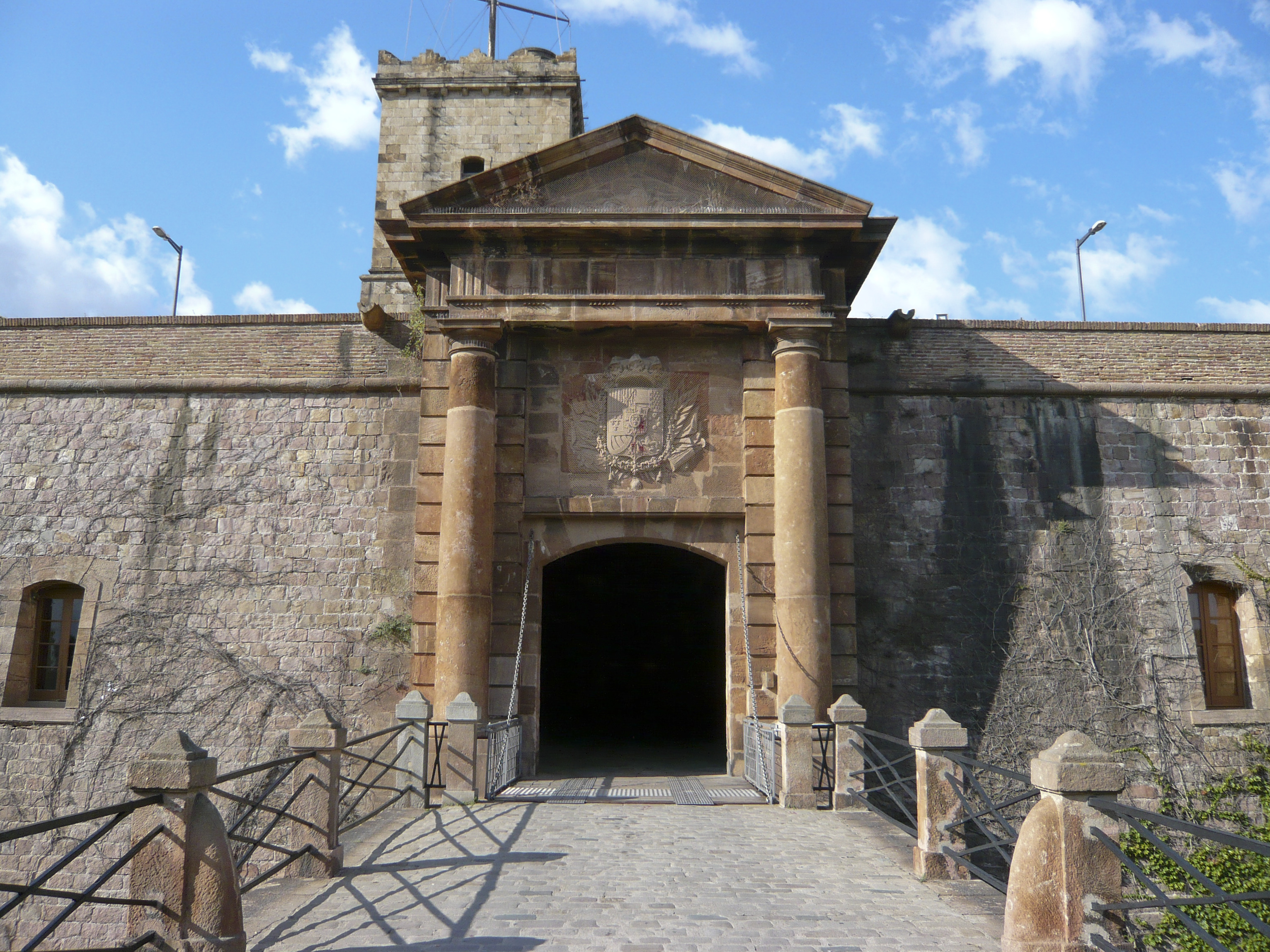
Фортеця Монжтуїк
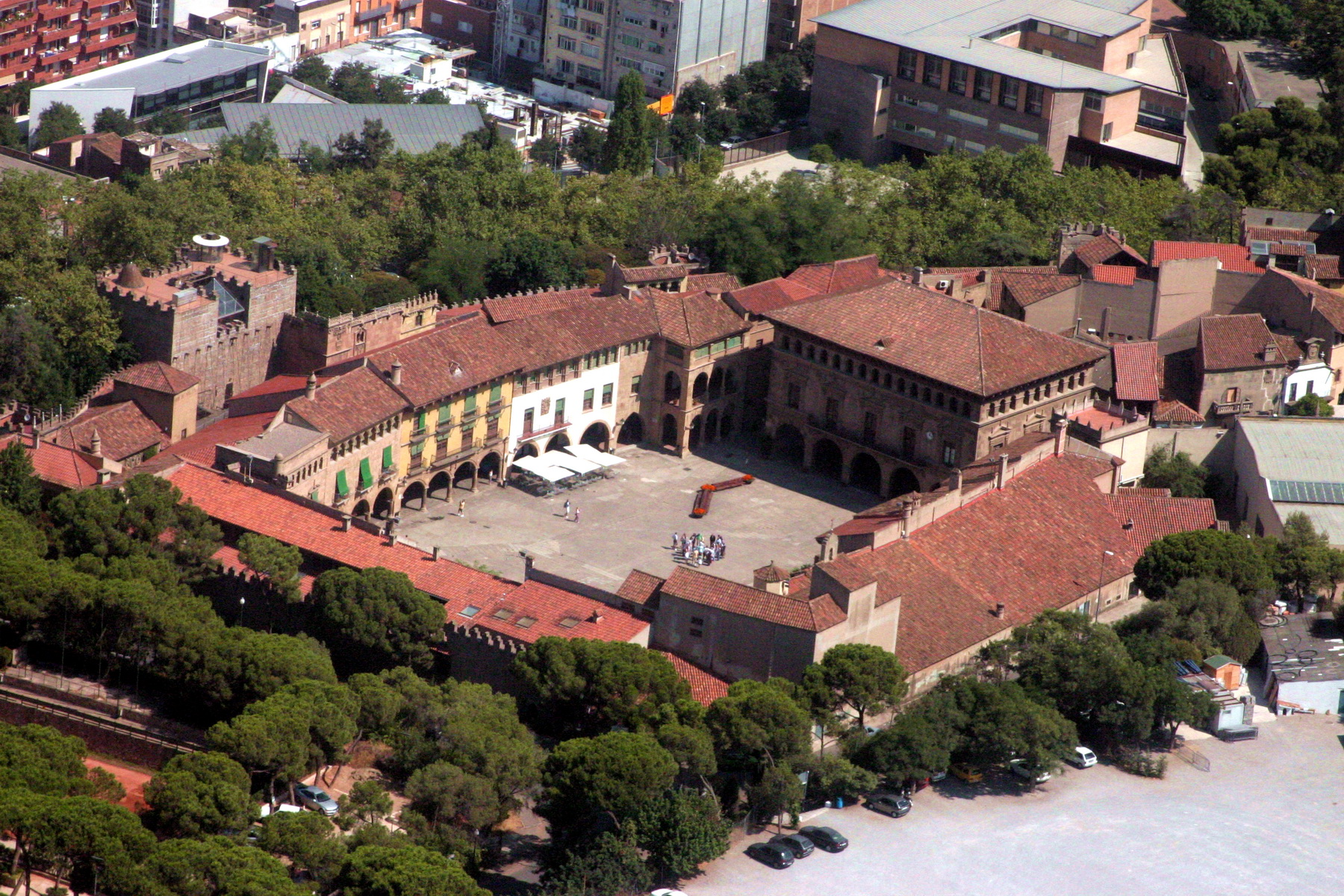
Іспанське містечко (Побле Еспаньйол)
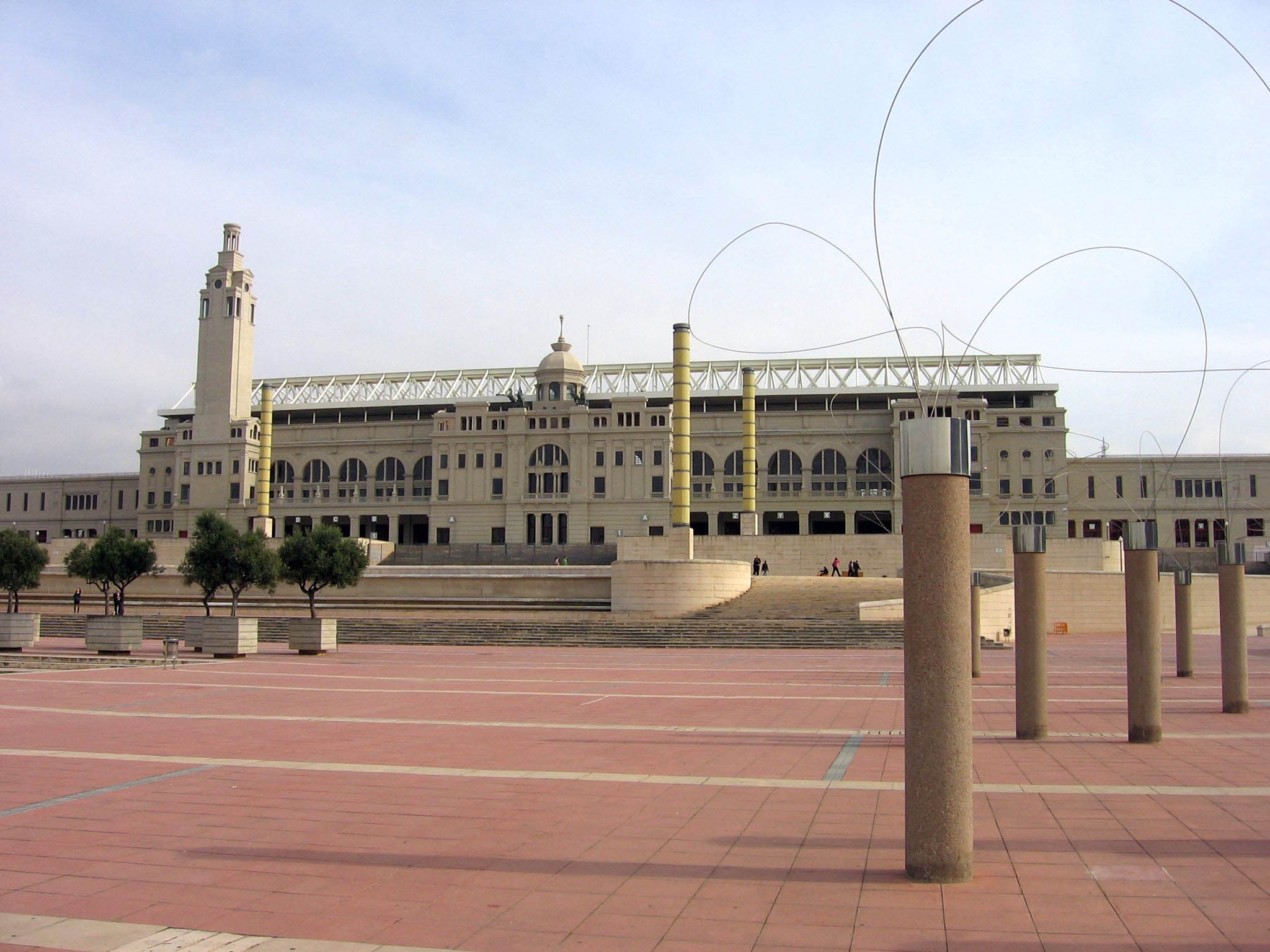
Олімпійський стадіон ім. Люїса Кумпаньша
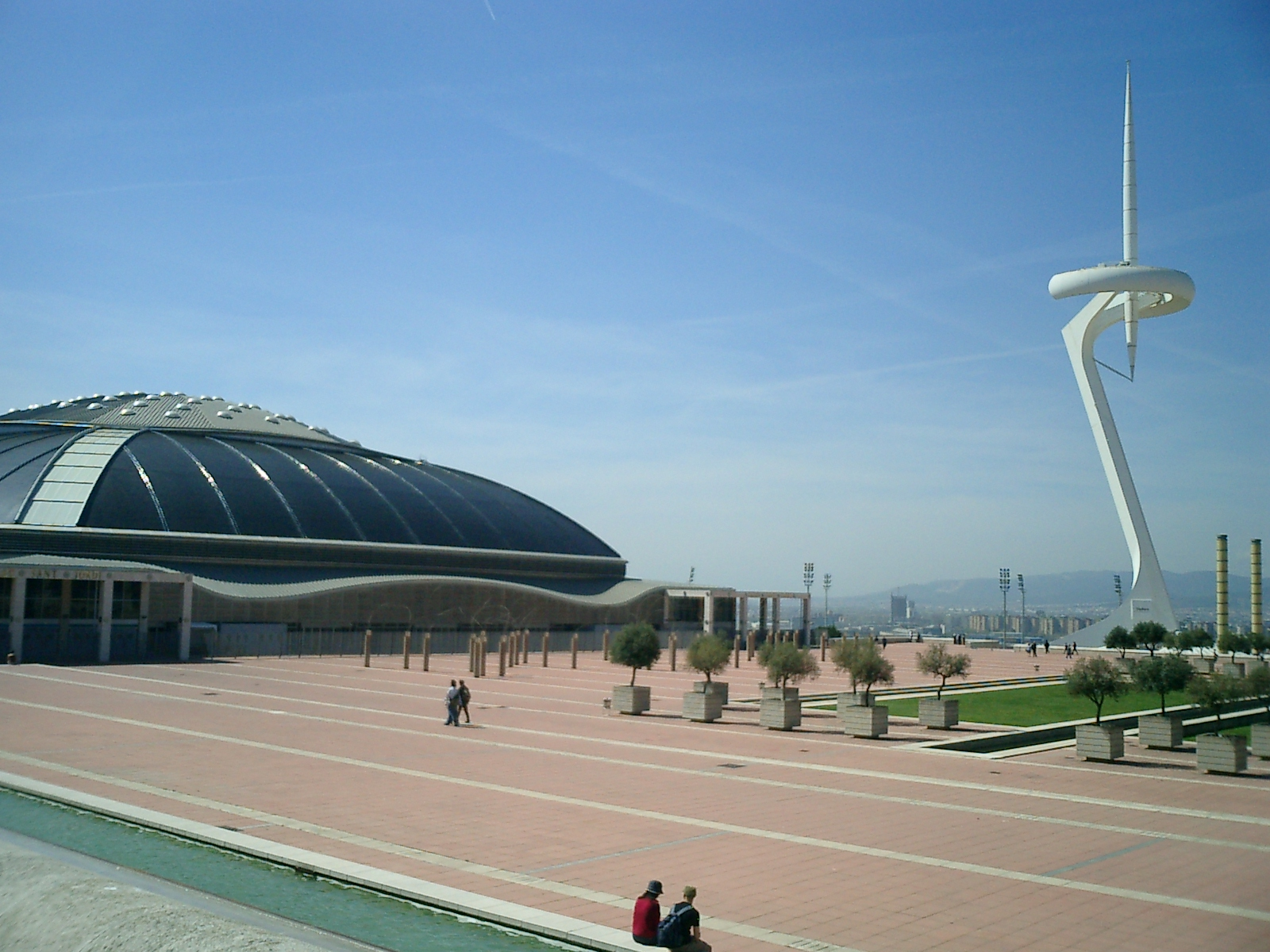
Палац спорту Палау Сант Жорді і Телевежа Монжтуїк

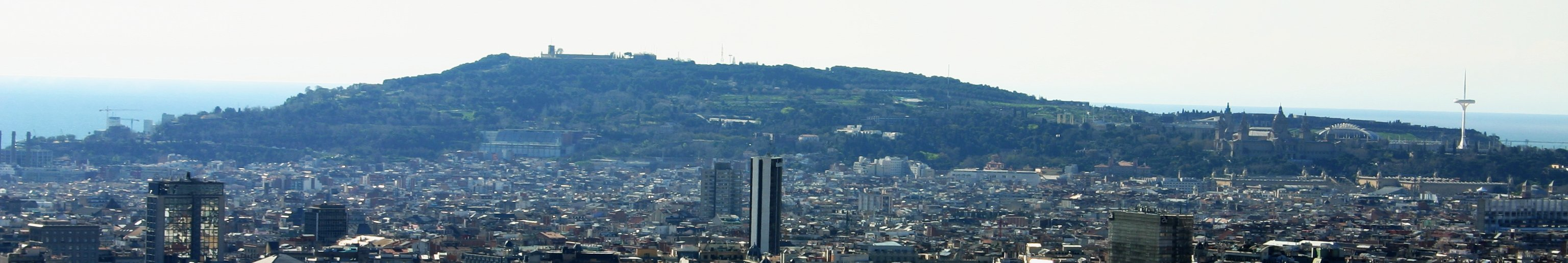
Панорама Монжуїку